# 部落解放同盟全国連合会
部落解放同盟全国連合会（ぶらくかいほうどうめいぜんこくれんごうかい）は、1981年に発生した部落解放同盟大阪府連合会荒本支部（大阪府東大阪市）の内紛によって、大阪府連を除名された荒本支部のメンバーが中心となって1991年に設立した部落解放運動団体。通称は全国連（ぜんこくれん）ないし解同全国連。「差別糾弾闘争の復権」「労働者人民との連帯」を掲げ、狭山闘争（狭山事件）など本来の部落解放運動のみならず、一般の反戦デモや成田空港反対闘争にしばしばその姿を見せる。部落差別を「日本帝国主義による人民分断支配の道具」と位置づけ、「プロレタリア人民革命によってのみ部落は解放される」と主張している。同盟員の総数は公表されていないが、運動の目標の一つに「5万人組織の建設」を掲げている。

## 全国連設立以前の活動
1981年11月4日、それまでの部落解放同盟荒本支部（瀬川博支部長・元東大阪市議）の主導権奪取を目的に、解同大阪府連が新たに設立した「荒本支部再建準備会」のメンバーらが暴力団員35名と共に荒本支部執行委員会を襲撃。11月19日には地区内の公共施設である「荒本会館」が何者かに銃撃される事件が発生し、この後1ヶ月以上にわたって「荒本支部」と「再建準備会」の抗争が繰り広げられる。この抗争によって「荒本支部」は、支部丸ごと大阪府連から追放されることになる。
内紛の原因としては、当時拡大の一途にあった東大阪市の同和対策事業に関わる利権の独占という見方が一般的だが、全国連が主張する「運動路線上の対立」による分裂という一面も含まれている。当時の部落解放同盟には「革命的共産主義者同盟全国委員会（中核派）」のメンバーが多数在籍しており、特に荒本支部の運動は中核派の理念が色濃く反映され、分裂直前の時期には解同中央本部の活動方針から大幅に乖離していた。1970年代には密接な共闘関係にあった解放同盟と中核派だが、対立し、共にセクトとされる「日本革命的共産主義者同盟革命的マルクス主義派（革マル派）」との内ゲバを激化させて世論の激しい非難を浴びるようになると、解放同盟は中核派との共闘関係を運動を進める上での障害と見做すようになり、やがて解放同盟内の中核派のメンバーは次々と除名されていく。荒本支部との抗争も、そうした解放同盟の方針転換の流れに沿ったものであると見ることが出来る。
1984年には、成田空港反対闘争に参加した支部青年部や同盟員の除名処分も次々と断行される。大阪府連寝屋川支部青年部（大阪府寝屋川市）や野崎支部青年部（大阪府大東市）などである。これら除名された同盟員は荒本支部と共に、本家解放同盟とは一線を画した独特の運動や主張を展開していくことになる。だがこの時点では、荒本支部を中心とした除名騒動は、表向きには「内部問題」として処理されていて、日本共産党や全国部落解放運動連合会（現：全国地域人権運動総連合）などの外部の解放同盟批判団体からも、荒本支部が独立した解放運動団体とは捉えられておらず、荒本支部自身も「部落解放同盟荒本支部」と名乗り続けていた。

## 中核派との関係
1980年代は、中核派が本格的に武装闘争路線を進めていた時期であるが、この当時の中核派のテロ事件の実行を担っていた軍事組織「人民革命軍」は、正式名称を「人民革命軍武装遊撃隊」という物で、「全国部落青年戦闘同志会」とは全く無関係である。元々「部落青年戦闘同志会」は中核派とは無縁の部落青年が結成した団体であったが、70年代の狭山闘争の高揚の過程で革共同の学生組織であるマルクス主義学生同盟中核派・労働者組織であるマルクス主義青年労働者同盟と同じように革共同に加盟するにいたる過程的組織として位置づけられるようになる。この「戦闘同志会」と荒本支部が極めて密接な関係にあったことは、当時の戦闘同志会の機関誌を見ても明らかで、戦闘同志会の機関誌『荊冠』の連絡先は現在の全国連中央本部の住所であり、また、1984年の自由民主党本部放火襲撃事件に関しては、全国連の中田潔書記長もその出版物の中で公然と支持を認めている（『ドキュメント「荒本闘争」』）。荒本支部の活動自体は当時も今も反戦デモなどの一般的な市民運動が中心であり、1980年代の荒本支部は、こうした非公然組織との関わりも極めて深かったと言うのは全くの誤解である。
しかし、1990年代に入って、中核派が武装闘争路線を放棄して大衆運動路線へ大きく方針転換するのに伴って、荒本支部と、荒本支部と協力関係にある全国各地の支部青年部や同盟員などが結集し、1991年「部落解放同盟全国連合会」が設立されることになる。設立以降の活動は、主に中核派が支援する反戦デモや労働運動などがメインとなるが、「同和住宅家賃値上げ反対全国連絡協議会（同住連）」への支援活動など、全国連独自の活動も行っている。1992年には、それまでの部落解放同盟茨城県連合会が県連丸ごと全国連に移行し、以後も、小規模ながら支部の新設が続いている。
現在では、2007年に中核派系全学連学生による「広島差別事件」を理由とした対立により、一部の支部を除いては中核派との関係が事実上断絶している（後述）。

## その他の政党との関係
第26回参議院議員通常選挙では、比例区に於いてれいわ新選組、社会民主党、立憲民主党の各候補を、大阪府選挙区では、れいわ新選組の八幡愛を推薦した。

## 賛否両論の活動
全国連の活動は部落問題の世界でもあまり注目されることはない。解放運動団体としての規模が小さいためか、同和行政に係わる利権や腐敗の問題とは無縁と考えられがちである。しかし実際には頻繁に事件（むしろ、トラブル）を起こしており、2001年には「部落解放同盟全国連合会神奈川大磯支部」の支部長を名乗る男によるえせ同和事件が発覚するなど（神奈川県大磯町）、不法・不正行為の疑惑も払拭されていない。また、警視庁公安部や公安調査庁から「監視団体」に指定されているためか、しばしば中央本部が家宅捜索を受けている。デモ中に同盟員が逮捕されることも多く、2003年5月には、全国連寝屋川支部長ら4名が、東大阪市内の印刷会社「メタルカラー株式会社」に対して解雇予告手当と労災による休業補償を請求したところ「恐喝」したとして逮捕される（2005年6月に無罪判決。大阪地裁）など、トラブルが絶えない運動団体である。脱退者に対して、機関紙（『部落解放新聞』）上で名指しで恫喝することもある。しかしその一方で、旧同和地区住民への生活アンケート調査や生活相談会などの運動も活発で、特に東日本ではその運動への評価は賛否両論である。

## 組織の現状
先にも少し触れたように、全国連設立以降、全国各地で支部の新設が進められているが、結成から15年経った今でも、県連が存在するのは茨城県と長野県のみであり、両県連も含めてその他全国各地に点在する支部も本家部落解放同盟からの離脱者が中心となって結成された支部が多く、未だ広範な社会的支持を集めているとは言い難い状況にある。市町村議会へ同盟から議員を送り込む活動も行っているものの、議席を確保していたのは、瀬川博支部長の東大阪市議引退に伴って新たに立候補して当選した阪口克己議員（荒本支部書記長）、および医師であり全国連合会西郡支部事務局長、末光道正（八尾市議）である。しかし、阪口は2007年9月の市議選で落選。他には、主に「都政を革新する会」（杉並区）に所属する候補者の支援活動を行っていた。また東日本においては、この「都政を革新する会」がある杉並区の「杉並支部」や、中核派の公然拠点である「前進社」が存在する江戸川区の「江戸川支部」、更には狭山事件の舞台ともなった埼玉県狭山市の「狭山支部」など、全国連の活動に深く関わりのある都市において支部を創設する傾向がある。
2007年、共闘関係にあるとされる中核派との運動のあり方をめぐり、中核派は運動を労働戦線に集中して、部落解放闘争を労働戦線の付随とするような運動方針をめぐって、全国連は「差別である」として、急速に関係が悪化した。全国連はこれを「広島差別事件」として糾弾闘争を展開し、2008年4月12日から13日に行われた全国連の第17回全国大会において、「革共同が自己批判をしない限り、革共同と断絶する」として、「自己批判」という含みを持たせながらも、中核派と「断絶」することを宣言した。この事により解同全国連で活動する中核派活動家の多くが、解同全国連の「中核派との断絶」宣言に同調し、中核派から離脱したとの指摘もある。しかし、解同全国連傘下の支部のうち、大阪の西郡支部、東京杉並支部、品川支部の3支部は同全国大会には参加しておらず、党中央に忠誠を誓っていることから、中核派の部落解放運動に対する影響力は先細りはしているものの、依然として存在する。なお、この3支部に対し、全国連本部は2009年11月、「（全国連の）支部としての承認取り消し」「当該支部の役員級メンバーの除名」などの「統制処分」を課すことを通告した。
2013年7月14日、西郡支部などは新組織「全国水平同盟」を結成した（全国連からの事実上の離脱、独立）。
全国最大の被差別部落といわれる兵庫県神戸市長田区番町にも、支部準備会が結成された。

## 参考資料
- 部落解放同盟全国連合会（部落解放同盟荒本支部）発行
  - 『ドキュメント「荒本闘争」』（部落解放理論センター）
  - 『荒本支部機関誌「闘魂」縮刷版』（部落解放同盟荒本支部）
  - 『部落解放新聞』（機関紙）
  - 『季刊部落解放闘争』（機関誌）
  - 『狭山闘争ニュース』
  - 『水平文庫』シリーズ（部落解放理論センター）
- 前進社および荊冠社発行
  - 『狭山闘争・上』
  - 『荊冠』（全国部落青年戦闘同志会機関誌）
  - 『部落解放への道』（全国部落青年戦闘同志会）
  - 『前進』（中核派機関誌）
- その他
  - 『大阪民主新報』（日本共産党大阪府委員会）
  - 『同和利権の真相1.2』（宝島社）